# ロベルト・アリアス
ロベルト・エミリオ・アリアス（Roberto Emilio Arias、1918年10月26日 – 1989年11月22日）は、パナマの国際弁護士、外交官・ジャーナリストであり、20世紀の伝説的バレエダンサーであるマーゴ・フォンテインの夫として知られる。パナマでも特に有名な政治家一族の出身で、一族からはロベルトの父アルモディオを含め大統領を4人輩出している。

## 青年期
1918年に生まれ、アメリカ合衆国のニュージャージー州ハイツタウンのペディ・スクールとイギリスのケンブリッジ大学セント・ジョンズ・カレッジで学んだ。1942年から1946年にかけて実家が営む新聞 La Hora の編集に携わった。

## フォンテインとの結婚
アリアスは結婚して3人の子供を儲けていたが、1955年に妻と離婚し、マーゴ・フォンテインと結婚した。結婚後、パナマ駐英大使に任じられた。1959年にフォンテインともどもパナマ沖で自身が所有するヨットを用いた銃の密輸未遂の容疑で起訴され、エルネスト・デ・ラ・グアルティア大統領に対する反乱扇動の罪で告発された。フォンテインは直ちにイギリスに送還され、アリアスは2か月間ブラジル大使館に避難し、その後国外に脱出した。結局この告訴は取り下げられ、政権交代後にパナマへの帰国が許された。イギリス政府が2010年3月に公開した文書によれば、夫妻とも失敗に終わったクーデターに関与していた。

## 政治
1964年5月、アリアスは国民議会議員に選出されて政界に進出した。しかし、その2ヶ月後にはパナマ市郊外で友人で元政治家のアルベルト・ヒメネスと口論になり銃撃された。これはアリアスがヒメネスの妻と不倫関係にあったためだと広く噂された。アリアスはイギリスの病院で18か月間に渡る治療を受けたが、頸髄損傷による四肢麻痺のため車椅子生活を余儀なくされた。フォンテインが60歳になるまで現役を続けた理由の1つは、アリアスの莫大な医療費を支払うためであった。ロイヤル・アカデミー・オブ・ダンスのガラでフォンテインと共働した友人のコレット・クラークは、次のように語っている。
人々は、彼が撃たれたのは悲劇だと言った。もちろんそれは悲劇ではなく、というのも彼女は望むものを手に入れていたからだ。彼女は持ち合わせた素晴らしい強さと愛、惜しみない献身で彼の世話をした。

## 死
フォンテインがバレリーナとしてツアーのためパナマを離れている間、アナベラ・ヴァラリーノというソーシャライトがアリアスの影の妻として家に入り、フォンテインが戻ってくる前に出て行くようになった。1989年11月22日にアリアスが亡くなると、ヴァラリーノは塩素のボトルをあおって自殺し、アリアスと同じ日に埋葬された。
死後、家族としてフォンテインの他、2人の娘カウエルベ・ブリレンブールとロジータ・ヴァラリーノ、息子ロベルト・アリアス、アリアスの兄弟姉妹としてアルモディオとジルベルト、ロザリオ・デ・ガリンド、そして6人の孫が残された。